# کیلب پی. بارنز
کالب پاول بارنز (Caleb Paul Barns) (زادهٔ ۱۲ ژانویه ۱۸۱۲ – درگذشتهٔ ۲۹ اکتبر ۱۸۶۶)، وکیل، تاجر و قانون‌گذار آمریکایی بود. او دو دوره در مجلس ایالتی ویسکانسین به نمایندگی از شهرستان رسین غربی، ویسکانسین خدمت کرده است.

## اوایل زندگی
بارنز (که بیشتر اوقات بارِنز هجی می‌شد) در اوگو، نیویورک چشم به جهان گشود و در بخش غربی نیویورک و بیشتر در نزدیکی شهرستان چاتاکوآ واقع در نیویورک پرورش یافت. گرچه چند سرنخ مبهم در مورد کودکی وی وجود دارد ولی اطلاع چندانی از آن نیست. یکی خبر از «آموزش خوب و تحصیل قانونی» او داده و دیگری نشان می‌دهد که «او از همان ابتدا به خود متکی بوده‌است». نویسنده‌ای بارنز را یک فرد به شدت کم حرف توصیف کرده و می‌گوید: «مردانی کمی در یک جامعه بوده‌اند که اهالی محله از زندگی شخصیشان اطلاع کمی دارند».

## مهاجرت به ویسکانسین
کالب بارنز در زمان جوانی به منطقهٔ ویسکانسین نقل مکان کرده و در برلینگتون، ویسکانسین ساکن شد. منابع تاریخی محلی ادعا می‌کنند که او پیش از سال ۱۸۴۰ به ویسکانسین سفر کرد و برای ازدواج با همسر آینده‌اش به نیویورک بازگشت. منابع دیگر بازگشت وی را سال ۱۸۴۲ بیان می‌کنند. دیوید ال ولز نیز تقریباً در همان زمان همسر سابق خود کورنلیا ادی، را از یوتیکا، نیویورک به برلینگتون آورد. ولز که بنا بود برادر همسر بارنز شود، به سمت ریاست پُست‌خانه منصوب شد. ارتباط نزدیک و اتحاد بین خانوادهٔ بارنز و ولز دهه‌ها ادامه یافت و خانواده‌ها بیشتر و بیشتر در هم آمیخته شدند.

### زندگی خانوادگی
بارنز در سال ۱۸۴۵ با الیزابت آن ادی اهل تروی، نیویورک، دختر آسا ادی و لوسی (شپرد) ادی ازدواج کرد. الیزابت در مدرسه دخترانه اما ویلارد در تروی که یک مؤسسهٔ پیشرو در آموزش زنان بود، تحصیل کرد. مشخص نیست که آنها یکدیگر را در نیویورک می‌شناختند یا به سبب ارتباطات خانوادگی در ویسکانسین به یکدیگر معرفی شده بودند.
کالب بارنز و همسرش الیزابت، صاحب سه فرزندی بودند که از نوزادی جان سالم به در بردند: کورنلیا، زادهٔ حدود ۱۸۵۲، فردریک دبلیو، زادهٔ نوامبر۱۸۶۰ و چارلز ادوارد بارنز، زادهٔ ژوئیه ۱۸۶۲. دو فرزند نخست و چهارم در دوران نوزادی از دنیا رفتند و در محوطهٔ خانوادگی در برلینگتون به خاک سپرده شدند. نام آن سه فرزند: آلفرد بارنز (زادهٔ فوریه ۱۸۴۷ – درگذشتهٔ ۲۶ اوت ۱۸۴۷)، لوسی شپرد بارنز (زادهٔ ۱۸۴۸ – درگذشتهٔ ۲۰ اکتبر ۱۸۴۹) و الیزابت بارنز (زادهٔ ژانویه ۱۸۵۵ – درگذشتهٔ ۱۶ ژوئیه ۱۸۵۵) بود. لوسی شپرد بارنز نام مادر الیزابت ادی بارنز گرفت.
دیوید و کورنلیا ولز و دو پسر جوان شان، آسا ادی ولز و فردریک الیشا ولز، در ابتدای دههٔ ۱۸۵۰ برلینگتون را ترک کرده و در نزدیکی ساتر کریک، کالیفرنیا ساکن شدند. اعتقاد بر این بود که عزیمت آنها تحت تأثیر شرایط جسمی کورنلیا بود که از بیماری سل رنج می‌برد. کورنلیا ادی ولز در بهار ۱۸۵۶، بر اثر بیماری، چشم از جهان فروبست. چند ماه بعد دیوید ولز از اسب خود افتاده، روز بعد از دنیا رفت و این گونه تراژدی تکمیل شد. دو پسر یتیم ۹ و ۱۱ ساله با کشتی عازم نیویورک شده و سپس اقوام شان تا برلینگتون آنها را همراهی کردند. آنها در آنجا به خانوادهٔ بارنز ملحق شده و خانواده‌ای پنج نفره را تشکیل دادند. همان‌طور که بالاتر بیان شد، کالب و الیزابت بارنز در سال ۱۸۶۰ صاحب پسری به نام فردریک دبلیو بارنز شدند. پس از او، چارلز ای بارنز در سال ۱۸۶۲ به دنیا آمد. حال پنج فرزند در خانه حضور داشتند که شامل سه بارنز و دو ولز می‌شد.

### فعالیت وکالت
هنگامی که کالب بارنز خود را در جامعه جدید خود تثبیت کرد، یک دفتر وکالت افتتاح کرد. در ابتدا او با جیمز استرنگ که او را از نیویورک می-شناخت، شریک شد. استرنگ به تازگی به کلیسای عیسی مسیح مقدسین آخرالزمان گرویده بود و خیلی زود با پیروانش به میشیگان نقل مکان کرد. بارنز در سال ۱۸۴۷ یک بانک ساخت و دفتر کار خود را در طبقه بالایی آن تأسیس کرد.
سال‌ها بعد، آگهی درگذشت کوتاهی توسط کانون وکلای ایالتی ویسکانسین منتشر شد و بارنز را با عبارت «موفقیت بزرگ» ستود. او را با ویژگی-های برجسته‌اش وکیل نمونه خطاب کردند:

### دفتر سیاسی
کالب بارنز در سال ۱۸۴۳ نامزد نمایندگی توسط حزب ویگ (آمریکا) شد. روزنامه بیان کرد: «این موضوع بلیط خوبی است و یکی از دوستانش از اهالی شهرستان گفت که او با اکثریت آرا انتخاب خواهد شد». از بدشانسی بارنز، دموکرات‌ها با بیش از دویست رأی بیشتر در شهرستان راسین پیروز شدند. بارنز حزب خود را تغییر داد و در سال ۱۸۴۸، سالی که ویسکانسین ایالت شد، به نمایندگی از بخش یورک‌ویل، روچستر و برلینگتون از طرف حزب دموکرات، نامزد مجلس شد. او با اختلاف سه رأی رقابت را به ساموئل چپمن که نمایندهٔ حزب ویگ بود، باخت. او سال بعد، از طرف حزب دموکرات دوباره نامزد شد که این بار به همراه سه نامزد دیگر دموکرات و یک نامزد مستقل، به نمایندگی مجلس انتخاب شدند.
بارنز در سال ۱۸۵۰ برای یک دورهٔ یک ساله وارد مجلس ایالتی ویسکانسین شد. او در سال ۱۸۵۵ مجدداً انتخاب شده و برای یک دورهٔ دیگر خدمت کرد. بارنز در سال ۱۸۶۲ نامزد حزب دموکرات برای مجلس سنای ایالتی ویسکانسین بود. این بار، رقیب او از حزب جمهوری‌خواه بود که در نهایت در انتخابات نیز رقیبش پیروز شد. بارنز سال بعد، یکی از دو نمایندهٔ صاحب کرسی از بخش راسین در مجمع ایالتی دموکراتیک شد. تعهد او به عرصهٔ سیاست دیرینه و گسترده بود.

## بیماری و مرگ
در سال‌های بعد بارنز با بدتر شدن وضعیت سلامتی خود، به بانکداری روی آورد که برای او کاملاً سودآور بود. یکی از همکاران این تغییر را اینگونه توضیح داد:
وضعیت سلامتی بارنز که بسیار وخیم بود به وی هشدار داده بود که دیگر توان پاسخگویی به نیازهای یک زندگی حرفه‌ای و فعال را به او نمی‌دهد؛ بنابراین او چندین سال قبل، از حرفهٔ وکالت بیرون آمده و به تجارت روی آورده بود. وی همان موفقیت در حرفهٔ قبلیش را به شغل جدیدش منتقل کرد. 
بارنز نیز مهارت‌های مالی خود را در خدمت به جامعه خود به کار گرفت. هنگامی که اولین هیئت مدرسه برلینگتون در سال ۱۸۵۸ تشکیل شد، او داوطلب شد تا به عنوان خزانه‌دار آن خدمت کند.
الیزابت ادی بارنز در فوریهٔ ۱۸۶۴ و پس از گذشت کمتر از دو دهه از ازدواج شان، بر اثر بیماری سل چشم از جهان فروبست. بیماری‌ای که هشت سال پیش از آن نیز خواهرش را از وی گرفته بود. پسران کوچک بارنز در آن زمان به ترتیب دو و چهار ساله بودند و دخترش کورنلیا دوازده و پسران ولز تقریباً هجده و بیست سال داشتند. این خانواده در کنار یکدیگر ماندند گرچه کورنلیا بارنز تقریباً از ابتدا تا آخر دههٔ بعدی زندگی خود را در کنار عمهٔ بزرگش در لانگ آیلند، نیویورک زندگی کرد.
سلامتی کالب بارنز پس از مرگ همسرش به سرعت رو به افول رفت و او در اکتبر سال ۱۸۶۶ چشم از جهان فروبست. دوست نزدیک او در برلینگتون بیان کرد:
نزدیک به یک ربع قرن می‌گذرد و او همچنان در میان ما جایگاه برجسته‌ای دارد، جای او را به راحتی نمی‌توان پُر کرد. او مدت‌ها وکیل و مشاور مورد اعتماد و دوست نزدیک و ارزشمند ما بود و هنوز نمی‌توانیم فقدان حضورش را درک کنیم.
پسر او، چارلز ادوارد بارنز مقاله‌نویس روزنامه بود که برای نیویورک تریبون می‌نوشت. پس از سفرهایی به هند، چین و ژاپن به فلاشینگ، نیویورک بازگشت و داستان‌های کوتاه، شعر و رمان‌های درام منتشر کرد. در اواخر زندگیش، یک ستاره‌شناس مطرح، شده بود.